# هفت وادی
هفت وادی یکی از آثار بهاءالله، شارع دین بهائی است.
این کتاب در حدود سال ۱۸۶۰ میلادی و پس از بازگشت بهاءالله از کوه‌های سلیمانیه به بغداد در جواب سؤالات طریقتی یک درویش به نام شیخ محیی‌الدین، قاضی خانقین نوشته‌شده‌است.
در ابتدای هفت وادی این چنین آمده‌است:
«... مراتب سیر سالکان را از مسکن خاکی به وطن الهی هفت رتبه معین نموده‌اند، چنانچه بعضی هفت وادی و بعضی هفت شهر ذکر کرده‌اند و گفته‌اند که سالک تا از نفس هجرت ننماید و این اسفار را طی نکند، به بحر قرب و وصال وارد نشود و از خمر بی‌مثال نچشد. اول وادی طلب است، مرکب این وادی صبر است و مسافر در این سفر بی‌صبر به جائی نرسد و به مقصود واصل نشود و باید هرگز افسرده نگردد…»

## هفت وادی
1. وادی طلب
2. وادی عشق
3. وادی معرفت
4. وادی استغناء
5. وادی توحید
6. وادی حیرت
7. وادی فقر حقیقی و فنای اصلی